# 汤泉街道
汤泉街道，是中华人民共和国江苏省南京市浦口区下辖的一个乡镇级行政单位。

## 行政区划
汤泉街道下辖以下地区：
金泉社区、九龙社区、高华社区、三泉社区、泉西社区、泉东村、陈庄村、瓦殿村、滴水珠村、大黄村、龙山社区、龙井社区、龙华村和大黄村。